# Lucky Man (série télévisée)
Pour les articles homonymes, voir Lucky Man (homonymie).
Lucky Man (Stan Lee's Lucky Man) est une série télévisée britannique en 28 épisodes de 45 minutes créée par Stan Lee et Neil Biswas, diffusée entre le 22 janvier 2016 et le 7 septembre 2018 sur Sky1.
En France, elle est diffusée à partir du 22 juillet 2019 sur France 2, et au Québec depuis le 14 novembre 2019 sur ICI TOU.TV.

## Synopsis
Harry Clayton est un inspecteur de la brigade criminelle de Central London. Il est au bout du rouleau : sa femme l'a quitté, son chef le considère comme un moins que rien et il est endetté auprès d'un mafieux à cause de son addiction au jeu. Mais tout va changer quand il fait la rencontre d'une femme mystérieuse prénommée Ève, qui lui offre un bracelet aux pouvoirs étonnants. Il se découvre alors un « super-pouvoir » inattendu : contrôler la chance.

## Distribution

### Acteurs principaux
- James Nesbitt (VF : Loïc Houdre) : Harry Clayton, inspecteur de la brigade criminelle de Central London
- Sienna Guillory (VF : Céline Mauge) : Eve Alexandri, la mystérieuse femme qui donne le bracelet
- Darren Boyd (VF : Ludovic Baugin) : le sergent Steve Orwell
- Stephen Hagan (VF : Thomas Roditi) : Richie Clayton, antiquaire et demi-frère de Harry
- Omid Djalili : Kalim, l'associé de Clayton et propriétaire d'un strip club
- Amara Karan (VF : Anne Tilloy) : Sury Chohan, la partenaire et protégée de Harry Clayton

### Acteurs récurrents
- Neve McIntosh (VF : Vanina Pradier) : Elizabeth Gray, superintendante et chef de la brigade (saison 3)
- Eve Best (VF : Marjorie Frantz) : Anna Clayton, la femme de Harry Clayton et avocate de la défense (saisons 1–2)
- Steven Mackintosh (VF : Patrick Osmond) : Alistair Winter, superintendant et chef de la brigade (saisons 1-2)
- Thekla Reuten (VF : Stéphanie Lafforgue) : Isabella Augustine (saison 2)
- Leilah de Meza  (VF : Maryne Bertieaux) : Daisy Clayton, la fille adolescente de Harry et d'Anna (saisons 1–3)
- Sendhil Ramamurthy : Nikhail Julian, le directeur de la prison (saisons 1–2)
- Jing Lusi : Lily-Anne Lau, la propriétaire du Green Dragon Casino (saisons 1–2)
- Jonathan Kerrigan : Jonny, le petit ami d'Anna Clayton (saison 2)
- John Hopkins : Charles Collins, le bras droit de Golding (saison 1)
- Burn Gorman : Doug, le médecin légiste de la police (saison 1)
- Kenneth Tsang : Freddie Lau, le père de Lily-Anne (saison 1)
- Joseph Gatt : Yury Becker, un tueur de Golding (saison 1)
- Rupert Penry-Jones : Samuel Blake, un mystérieux homme d'affaires lié aux triades (saison 3)

### Invités
- Stan Lee : divers caméos

## Fiche technique
- Titre original complet : Stan Lee's Lucky Man
- Créateurs : Stan Lee et Neil Biswas (en)
- Musique : Nick Green et Ben Bartlett (chanson du générique : Lucky One de Corinne Bailey Rae)
- Sociétés de production : Carnival Films et POW! Entertainment

## Production
Le projet est évoqué pour la première fois par Stan Lee en réponse à des fans lui ayant demandé quel super-pouvoir il aimerait avoir : la chance. Avec son équipe de POW! Entertainment, il envisage de développer une série télévisée. Neil Biswas (en) écrit le script d'un épisode pilote d'après l'idée originale de Stan Lee.
La série est notamment produite par Richard Fell et Gareth Neame. Stan Lee (qui apparaît plusieurs fois en caméo) participe également à la production. Neil Biswas, auteur principal de la saison 1, est également coproducteur délégué et co-créateur.

## Épisodes

### Première saison (2016)[5]
1. Plus Yang que Yin (More Yang Than Yin)
2. Un coup on gagne, un coup on perd (Win Some, Lose Some)
3. Le Mauvais œil (Evil Eye)
4. Une force supérieure (A Higher Power)
5. Le Tout pour le tout (The Last Chance)
6. Un coup du destin (A Twist of Fate)
7. Entreprise de séduction (The Charm Offensive)
8. Le Gardien de mon frère (My Brother's Keeper)
9. Aucune chance (The House Always Wins)
10. Y croire jusqu'au bout (Leap of Faith)

### Deuxième saison (2017)
1. Dame chance (Luck Be a Lady)
2. Jouer avec le feu (Playing with Fire)
3. Double Bluff (Double Bluff)
4. Cheval de troie (The Trojan Horse)
5. Derrière les mensonges (What Lies Beneath)
6. Le Point de non-retour (The Point of No Return)
7. Nouveau départ (Second Chance)
8. Abus de pouvoir (The Fallen Angel)
9. Dans la gueule du loup (Lamb to the Slaughter)
10. Un héros de notre temps (A Hero of Our Time)

### Troisième saison (2018)
1. Affronter ses démons (Facing Your Demons)
2. Cours, petit lapin (Run Rabbit Run)
3. Questions de loyauté (The Zero Option)
4. Personnes disparues (Missing Persons)
5. Les péchés du père (The Sins of the Father)
6. L’art de la guerre (The Art of War)
7. Aveuglée par la lumière (Blinded by the Light)
8. Le dernier pari (End of Days)